# Mariana Gueorguieva
Mariana Vassileva Gueorguieva-Bencheva (Мариана Василева Георгиева-Бенчева, en bulgare), née le 21 septembre 1961 à Djourovo, est une femme politique bulgare membre du Mouvement des droits et des libertés (DPS). Elle est ministre des Sports entre le 29 mai 2013 et le 6 août 2014.

## Biographie

### Formation et vie professionnelle
Professeur de syntaxe à l'Institut de la langue bulgare de l'Académie des sciences, elle a été directrice générale des Étudiants et Doctorants au ministère de l'Éducation.

### Activités politiques
Le 29 mai 2013, elle est nommée ministre de la Jeunesse et des Sports dans le gouvernement de centre-gauche de Plamen Orecharski. Elle est remplacée le 6 août 2014 par l'indépendante Evgenia Radanova.